# Justicia anagalloides
Justicia anagalloides là một loài thực vật có hoa trong họ Ô rô. Loài này được T. Anderson mô tả khoa học đầu tiên.